# Templeux-la-Fosse
Templeux-la-Fosse é uma comuna francesa na região administrativa de Altos da França, no departamento de Somme. Estende-se por uma área de 7,23 km². Em 2010 a comuna tinha 141 habitantes (densidade: 19,5 hab./km²).